# Wapen van Oezbekistan

Wapen van Oezbekistan.

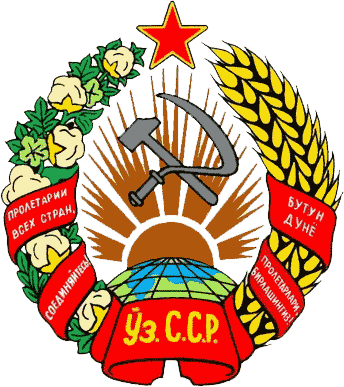
Wapen van de Oezbeekse Socialistische Sovjetrepubliek.

Het wapen van Oezbekistan is op 2 juli 1992 officieel ingevoerd en is gebaseerd op het wapen van de Oezbeekse Socialistische Sovjetrepubliek.

## Beschrijving
Centraal in het wapen staat de Oezbeekse variant van het Perzisch fabeldier Simurgh, de Xumo. Om de Xumo staat een krans die rechts (links op de afbeelding) wordt gevormd door takken van de katoenplant en links door tarwehalmen. De krans is gebonden met een band in de kleuren van de Oezbeekse vlag. Onder in deze band staat de naam van het land in het Oezbeeks: O'zbekiston.
Achter de Xumo is een verbeelding van het landschap in Oezbekistan gemaakt, met een opkomende zon achter de bergen. Boven in het wapen staat het islamitische teken de wassende maan en ster. In Oezbekistan is de islam de grootste godsdienst.
Afghanistan · Armenië · Azerbeidzjan · Bahrein · Bangladesh · Bhutan · Brunei · Cambodja · China: Volksrepubliek / Republiek (Taiwan) · Cyprus · Filipijnen · Georgië · India · Indonesië · Irak · Iran · Israël · Japan · Jemen · Jordanië · Kazachstan · Kirgizië · Koeweit · Laos · Libanon · Malediven · Maleisië · Mongolië · Myanmar · Nepal · Noord-Korea · Oezbekistan · Oman · Oost-Timor · Pakistan · Palestina · Qatar · Rusland · Saoedi-Arabië · Singapore · Sri Lanka · Syrië · Tadzjikistan · Thailand · Turkmenistan · Turkije · Verenigde Arabische Emiraten · Vietnam · Zuid-Korea

Afhankelijke gebieden: Hongkong · Macau

Betwiste gebieden: Noord-Cyprus